# Umeå tidning
Umeå tidning var en dagstidning sedan 2012. Tidningen gavs ut av Umeå tidning AB på svenska en gång i veckan. Den fullständiga titeln var Umeå Tidning. Tidningens utgivningsperiod var från den 28 november 2012 till 31 oktober 2018.

## Redaktion
Redaktionsort för tidningen var Umeå.
| Period                            | Ansvarig utgivare |
| --------------------------------- | ----------------- |
| 5 december 2013–18 september 2014 | Pekkari, Jonas    |
| 24 september 2014–31 oktober 2018 | Glaas, Elisabeth  |

| Period                          | Redaktör         |
| ------------------------------- | ---------------- |
| 5 december 2013–3 februari 2015 | Pekkari, Jonas   |
| 8 oktober 2014–31 oktober 2018  | Glaas, Elisabeth |

## Tryckning
Tidningens tryckeri var Norra Västerbotten i Skellefteå från 5 december 2013 till utgivningens slut. Tidningen trycktes hela tiden i fyrfärg.Förlaget hette Umeå tidning AB med säte i Umeå, registrerat 23 september 2016 enligt Alla bolag.se.
Tidningen gavs ut som tabloid med 40 till 48 sidor per nummer. Tidningen var en gratistidning, reklamfinansierad som kom ut en gång i veckan på onsdagar till 18 juni 2014 därefter torsdagar. Upplagan var omkring 65 000 exemplar per nummer. Annonsomfattning  var stor 55 % 2017 och 64% 2018.